# Бішофсгайм-ан-дер-Рен
Бішофсгайм-ан-дер-Рен (нім. Bischofsheim an der Rhön) — місто в Німеччині, розташоване в землі Баварія. Підпорядковується адміністративному округу Нижня Франконія. Входить до складу району Рен-Грабфельд.
Площа — 67,72 км2. Населення становить 4783 ос. (станом на 31 грудня 2020).